# Gare de Horlivka
La gare de Horlivka (en ukrainien : Дебальцеве (станція)) est une gare du Réseau ferré de Donestk située dans la ville éponyme en Ukraine.

## Histoire
Elle fut mise en service en 1869.

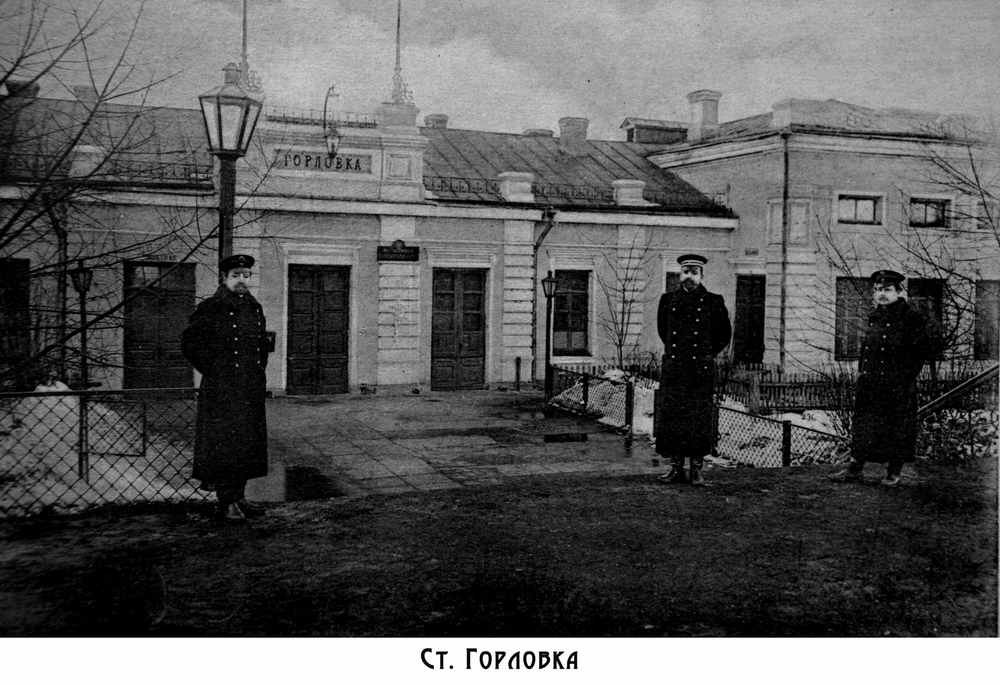
En 1909.
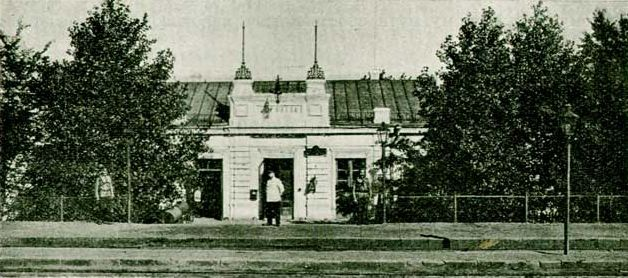
En 1912.
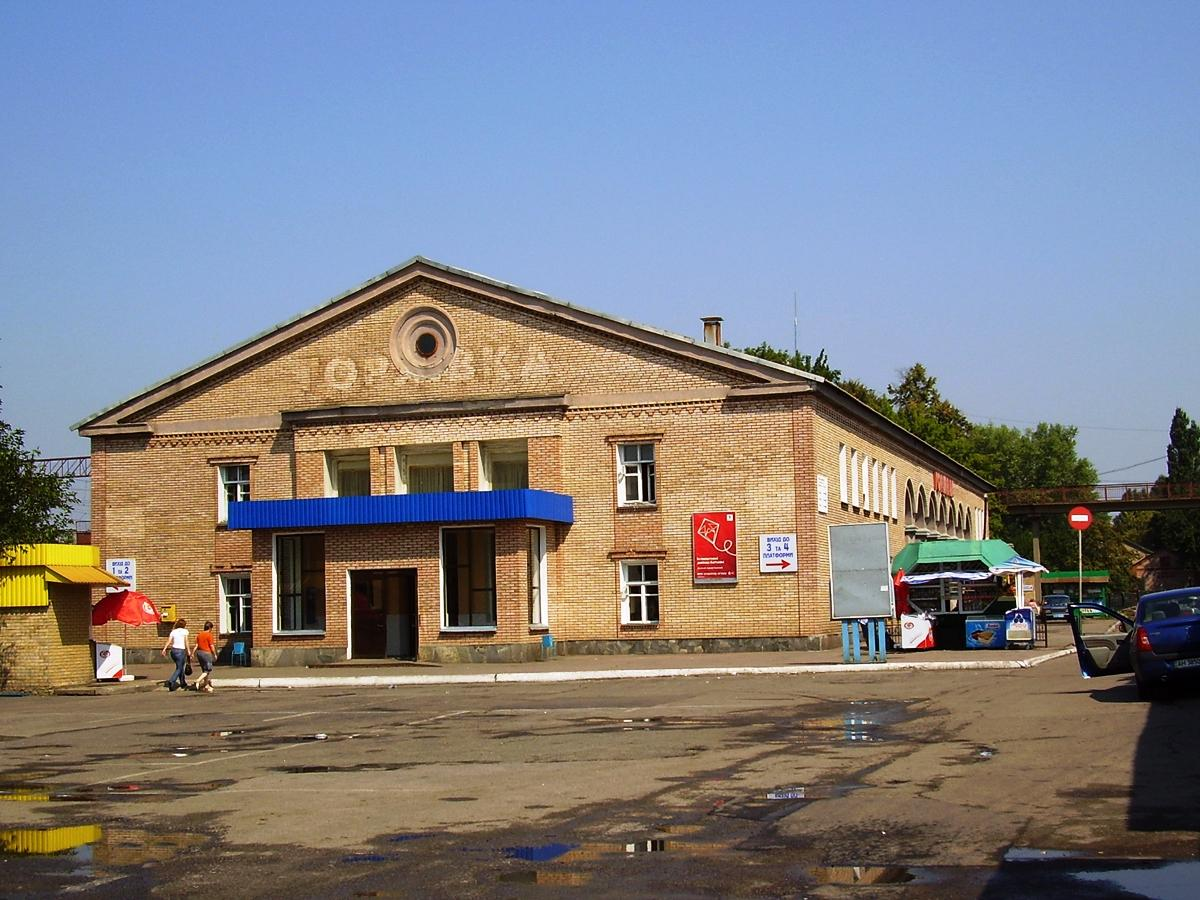
Face latérale.